# Kreisgericht Hagen

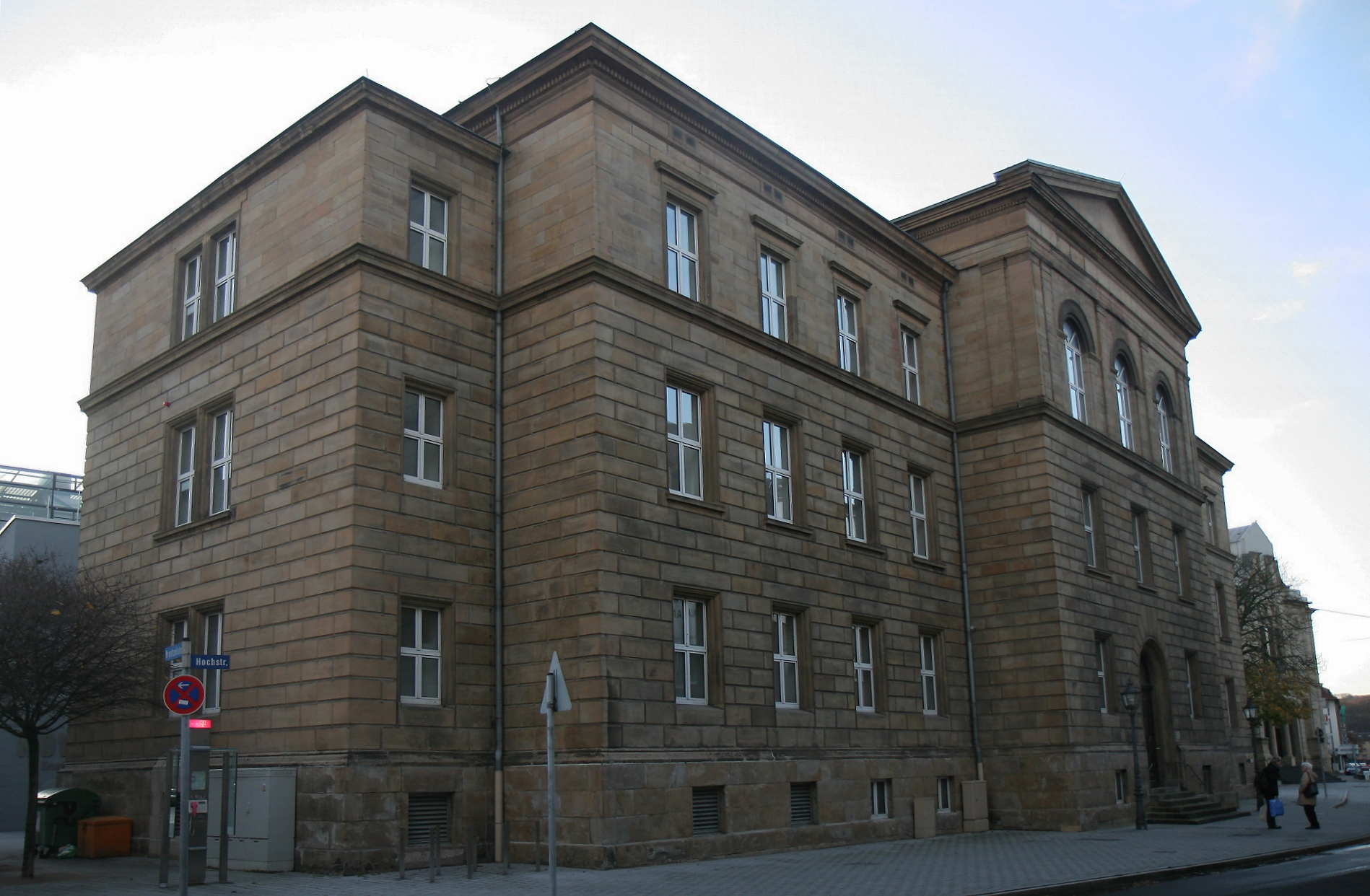
Gebäude des ehemaligen Kreisgerichts Hagen (2009)

Das Kreisgericht Hagen war von 1849 bis 1879 ein preußisches Kreisgericht mit Sitz in Hagen.

## Geschichte
Die „Verordnung über die Aufhebung der Privatgerichtsbarkeit und des eximierten Gerichtsstandes sowie über die anderweitige Organisation der Gerichte“ vom 2. Januar 1849 hob die Patrimonialgerichtsbarkeit auf. Gleichzeitig wurde das Appellationsgericht Hamm geschaffen, dem Kreisgerichte, darunter das Kreisgericht Hagen zugeordnet waren. Sein Sprengel umfasste den größten Teil des Landkreises Hagen mit den Städten Breckerfeld, Hagen, Herdecke und Schwelm. Das Kreisgericht Hamm war Schwurgericht für die Sprengel der Kreisgerichte Iserlohn und Lüdenscheid. Eine Gerichtsdeputation wurde in Schwelm eingerichtet. Gerichtstage wurden in Breckerfeld gehalten. Der Sprengel des Kreisgerichts umfasste 73.553 Gerichtseingesessene (1859). Am Gericht waren ein Direktor und 15 Kreisrichter tätig.
Mit den Reichsjustizgesetzen wurden die Gerichte im Deutschen Reich vereinheitlicht. Das Kreisgericht Hagen wurde 1879 aufgehoben. Neu eingerichtet wurde nun das Amtsgericht Hagen im Bezirk des Landgerichtes Hagen.
Die Gerichtsdeputation in Schwelm wurde 1879 ebenfalls aufgehoben und das Amtsgericht Schwelm gebildet.

## Richter
- Emil Hopmann (Kreisrichter ab 1852, ab 1863 Kreisgerichtsrat und zugleich Dirigent der Gerichtsdeputation in Schwelm)